# Z II (UNICORNのアルバム)
『Z II』（ゼッツー）は、日本のロックバンド、UNICORNの11作目のオリジナル・アルバム。ミニ・アルバムとしては3作目にあたる。2011年8月31日発売。発売元はキューンレコード。

## 概要
前作『Z』から3ヶ月後のリリース。ミニ・アルバムは、1990年12月の『ハヴァナイスデー』以来21年ぶり。
初回生産限定盤は『Z』も収納可能な2枚組サイズのスリーブケース及びレコーディング風景や『Z』収録曲のミュージックビデオを収録したDVD付。『Z』と同時期にレコーディングされたが、収録されなかった楽曲を収録。

## リリース履歴
| No. | 日付          | レーベル             | 規格      | 規格品番              | 最高順位 | 備考              |
| --- | ------------- | -------------------- | --------- | --------------------- | -------- | ----------------- |
| 1   | 2011年8月31日 | キューンミュージック | CD CD+DVD | KSCL-1823 KSCL-1821/2 | 3位      | 通常盤 初回限定盤 |

## 収録曲

### CD
| 全編曲: UNICORN。 |                         |                        |           |                           |       |
| #                 | タイトル                | 作詞                   | 作曲      | ボーカル                  | 時間  |
| 1.                | 「手島いさむ大百科」    | 手島いさむとユニコーン | 奥田民生  | トーク：手島いさむ        | 4:01  |
| 2.                | 「レディオ体操」        | 奥田民生               | 奥田民生  | 奥田民生                  | 4:27  |
| 3.                | 「ぶたぶた (Z II ver)」 | 阿部義晴               | 阿部義晴  | 阿部義晴、奥田民生        | 4:19  |
| 4.                | 「いちじく」            | EBI                    | EBI       | EBI                       | 3:33  |
| 5.                | 「メダカの格好」        | 川西幸一               | 川西幸一  | EBI、川西幸一、手島いさむ | 2:13  |
| 6.                | 「晴天ナリ」            | 阿部義晴               | 阿部義晴  | 奥田民生                  | 5:32  |
| 合計時間:         | 合計時間:               | 合計時間:              | 合計時間: | 合計時間:                 | 24:09 |

### 初回特典DVD
| #   | タイトル                                        | 作詞 | 作曲・編曲 |
| --- | ----------------------------------------------- | ---- | ---------- |
| 1.  | 「デジタルスープ」(Music Clip)                  |      |            |
| 2.  | 「頼みたいぜ」(Music Clip)                      |      |            |
| 3.  | 「Z LIFE」(Music Clip)                          |      |            |
| 4.  | 「SAMURAI 5」(Music Clip)                       |      |            |
| 5.  | 「さらばビッチ」(Music Clip)                    |      |            |
| 6.  | 「ウルトラヘブン スーパーマイルド」(Music Clip) |      |            |
| 7.  | 「AGONY」(Music Clip)                           |      |            |
| 8.  | 「手島いさむ物語」(Music Clip)                  |      |            |
| 9.  | 「Making of 手島いさむ物語 Music Clip」         |      |            |
| 10. | 「Uc Goes To Hollywood Part3 ～ Back to Japan」 |      |            |

## 楽曲解説
1. 「手島いさむ大百科」
演奏とコーラスの上で手島が自らの身の上話を語っている楽曲。
ラップ風や独り言風に挑戦したものの上手くいかず、最終的に、川西、EBI、PAエンジニアの対馬智司（手島の大学時代からの友人）とのフリートーク形式で行われ、サンプリングされた。MVが製作されている。
2. 「レディオ体操」
MVが製作されている。
奥田のボーカル曲だが、手島のソロパートも存在する。
『ミュージックステーション』に出演した際に披露した。
3. 「ぶたぶた（Z II ver）」
13thシングル曲（両A面）のアルバムバージョン。
シングルバージョンとの違いは、後奏が長くなり、コーラスが追加されている。
4. 「いちじく」
5. 「メダカの格好」
「電大」でもバンドバージョンとして披露されている。
6. 「晴天ナリ」
「ROCK IN JAPAN FES.2010」をはじめ、2010年夏のロック・フェスティバルにて先行披露された楽曲。

## 参加ミュージシャン
- 阿部義晴 - ボーカル(#3)、ヴォックス・ジャガー (#1)、ギター(#2,#4,#5)、ピアノ(#3,#6)、ミニモーグ・ヴォイジャー(#5)、コーラス(#1,#2,#4,#6)、クラップ(#2)、口笛(#3)
- EBI - ボーカル(#4,#5)、ベース(#1-#4,#6)、コーラス(#1,#2,#3,#6)、インタビュー(#1)、クラップ(#2)
- 奥田民生 - ボーカル(#2,#3,#6)、ギター(#1-#6)、ドラムス(#5)、ビブラスラップ(#3)、タンバリン(#5,#6)、編集(#1)、コーラス(#1,#4)、クラップ(#2)、口笛(#3)
- 川西幸一 - ボーカル(#5)、ドラムス(#1-#3,#6)、合わせシンバル(#3)、パンチバッグ、フットポンプ、スネアヘッド(#4)、シンセベース(#5)、コーラス(#1-#4)、インタビュー(#1)、クラップ(#2)
- 手島いさむ - ボーカル(#5)、ギター(#1-#4,#6)、トーク(#1)、コーラス(#2,#3)、クラップ(#2)

- マイケル"全裸"鼻血 - スネアドラム(#3)
- 対馬智司 - ゲスト・インタビュー、コーラス(#1)